# Льюїс Пуллман
Льюїс Джеймс Пуллман(англ. Lewis James Pullman; 29 січня 1993, Лос-Анджелес, Каліфорнія, США) — американський кіно- та телеактор, найбільш відомий за ролями у стрічках «Битва статей», «Незнайомці: Жорстокі ігри», «Погані часи у „Ель Роялі“» та серіалах «За межами» та «Уроки хімії».

## Життєпис
Льюїс Пуллман народився 29 січня 1993 року в Лос-Анджелесі, у сім'ї актора Білла Пуллмана та танцівниці Тамари Гурвіц. Має російське, норвезьке та єврейське коріння. Льюїс є наймолодшою, третьою, дитиною у сім'ї.
Він розповідав, що «навчався на тракторному відділенні [в коледжі]. Я подумав, що якщо з акторством не вийде, я міг би бути в дорожній бригаді, працювати на екскаваторі». У 2015 році закінчив Коледж Уоррена Вілсона у Своннаноа, Північна Кароліна, отримавши ступінь бакалавра за спеціальністю Соціальна робота.

## Кар'єра
Кінодебют Льюїса Пуллмана відбувся у 2013 році, коли він виконав роль Джеймса у короткометражній стрічці «Репетитор».
Льюїс Пуллман став відомим завдяки біографічному фільму «Битва статей», з Еммою Стоун та Стівом Кареллом в головних ролях, де він зіграв роль Ларрі Ріґґза у 2017 році. Цього ж року знявся разом з батьком у вестерні «Балада про Лефті Бравна».
У 2018 році зіграв у фільмі жахів «Незнайомці: Жорстокі ігри».

## Фільмографія

### Фільми
| Рік  |    | Українська назва                          | Оригінальна назва              | Роль                           |
| ---- | -- | ----------------------------------------- | ------------------------------ | ------------------------------ |
| 2013 | кф | Репетитор                                 | The Tutor                      | Джеймс                         |
| 2015 | кф | Проект Пітера Кейсіді                     | The Peter Cassidy Project      | Генрі Лавґуд                   |
| 2016 | кф | Де ти                                     | Where You Are                  | Джеймс                         |
| 2016 | кф | Реальна реальність                        | The Realest Real               | Патрік                         |
| 2017 | ф  | Балада про Лефті Бравна                   | The Ballad of Lefty Brown      | Біллі Кітчен                   |
| 2017 | ф  | Наслідки                                  | Aftermath                      | Семюель                        |
| 2017 | ф  | Битва статей                              | Battle of the Sexes            | Ларрі Ріґґз                    |
| 2017 | ф  | Покладіться на Піта                       | Lean on Pete                   | Даллас                         |
| 2018 | ф  | Незнайомці: Жорстокі ігри                 | The Strangers: Prey at Night   | Люк                            |
| 2018 | ф  | Погані часи у «Ель Роялі»                 | Bad Times at the El Royale     | Майлз Міллер                   |
| 2019 | ф  | Тим хто слідуює                           | Them That Follow               | Ґаррет                         |
| 2019 | кф | Лівий/Правий                              | Lefty/Righty                   | Правий                         |
| 2020 | кф | Голос у вашій голові                      | The Voice in Your Head         | Ден                            |
| 2020 | ф  | Рожеве небо попереду                      | Pink Skies Ahead               | Бен                            |
| 2021 | кф | Вибач, я пропустив це                     | Sorry I Missed This            | Тревор                         |
| 2022 | ф  | Найкращий стрілець: Маверік               | Top Gun: Maverick              | лейтенант Роберт «Боб» Флойд   |
| 2022 | ф  | Час між нами                              | Press Play                     | Гаррісон                       |
| 2023 | ф  | Дівча Старлінґів                          | The Starling Girl              | Оуен Тейлор                    |
| 2023 | ф  | Військовий трибунал по справі про заколот | The Caine Mutiny Court-Martial | лейтенант Томас Кіфер          |
| 2024 | ф  | Догляд За Шкірою                          | Skincare                       | Джордан Вівер                  |
| 2024 | ф  | Ріф Раф                                   | Riff Raff                      | Рокко                          |
| 2024 | ф  | Салемз Лот                                | Salems Lot                     | Бен Мейрс                      |
| 2025 | ф  | Громовержці*                              | Thunderbolts*                  | Роберт «Боб» Рейнольдс / Страж |
| 2025 | ф  | Заповіт Енн Лі                            | The Testament of Ann Lee       |                                |
| 2026 | ф  | Месники: Судний день                      | Avengers: Doomsday             | Роберт «Боб» Рейнольдс / Страж |

### Телебачення
| Рік       |   | Українська назва | Оригінальна назва    | Роль                                |
| --------- | - | ---------------- | -------------------- | ----------------------------------- |
| 2015      | с | Гайстоун         | Highston             | Хайстон Ліггетс (пілотний епізод)   |
| 2019      | с | Пастка-22        | Catch 22             | майор Майор Майор Майор (4 епізоди) |
| 2022—2024 | с | За межами        | Outer Range          | Ретт Ебботт (14 епізодів)           |
| 2023      | с | Уроки хімії      | Lessons in Chemistry | Келвін Еванс (8 епізодів)           |

## Нагороди і номінації
| Рік  | Нагорода         | Категорія                                                                            | Робота                    | Результат | Пос.   |
| ---- | ---------------- | ------------------------------------------------------------------------------------ | ------------------------- | --------- | ------ |
| 2019 | «Сатурн»         | Найкраща чоловіча роль другого плану                                                 | Погані часи у «Ель Роялі» | Номінація | [ 9 ]  |
| 2024 | «Вибір критиків» | Найкраща чоловіча роль другого плану в мінісеріалі або телефільмі                    | Уроки хімії               | Номінація | [ 10 ] |
| 2024 | «Незалежний дух» | Найкраща чоловіча роль другого плану в багатосерійному фільмі                        | Уроки хімії               | Номінація | [ 11 ] |
| 2024 | «Еммі»           | Найкраща чоловічу роль другого плану в мінісеріалі, серіалі-антології або телефільмі | Уроки хімії               | Номінація | [ 12 ] |